# Ziglipton jirouxi
Ziglipton jirouxi är en skalbaggsart som beskrevs av Komiya 2003. Ziglipton jirouxi ingår i släktet Ziglipton och familjen långhorningar. Inga underarter finns listade i Catalogue of Life.